# 布羅德維尤法姆斯 (加利福尼亞州)
布羅德維尤法姆斯（英語：Broadview Farms）是位於美國加利福尼亞州弗雷斯諾縣的一個非建制地區。該地的面積和人口皆未知。

## 地理
布羅德維尤法姆斯的座標為36°49′19″N 120°30′25″W / 36.82194°N 120.50694°W，而該地的平均海拔高度為58米（即190英尺）。